# 달마토보

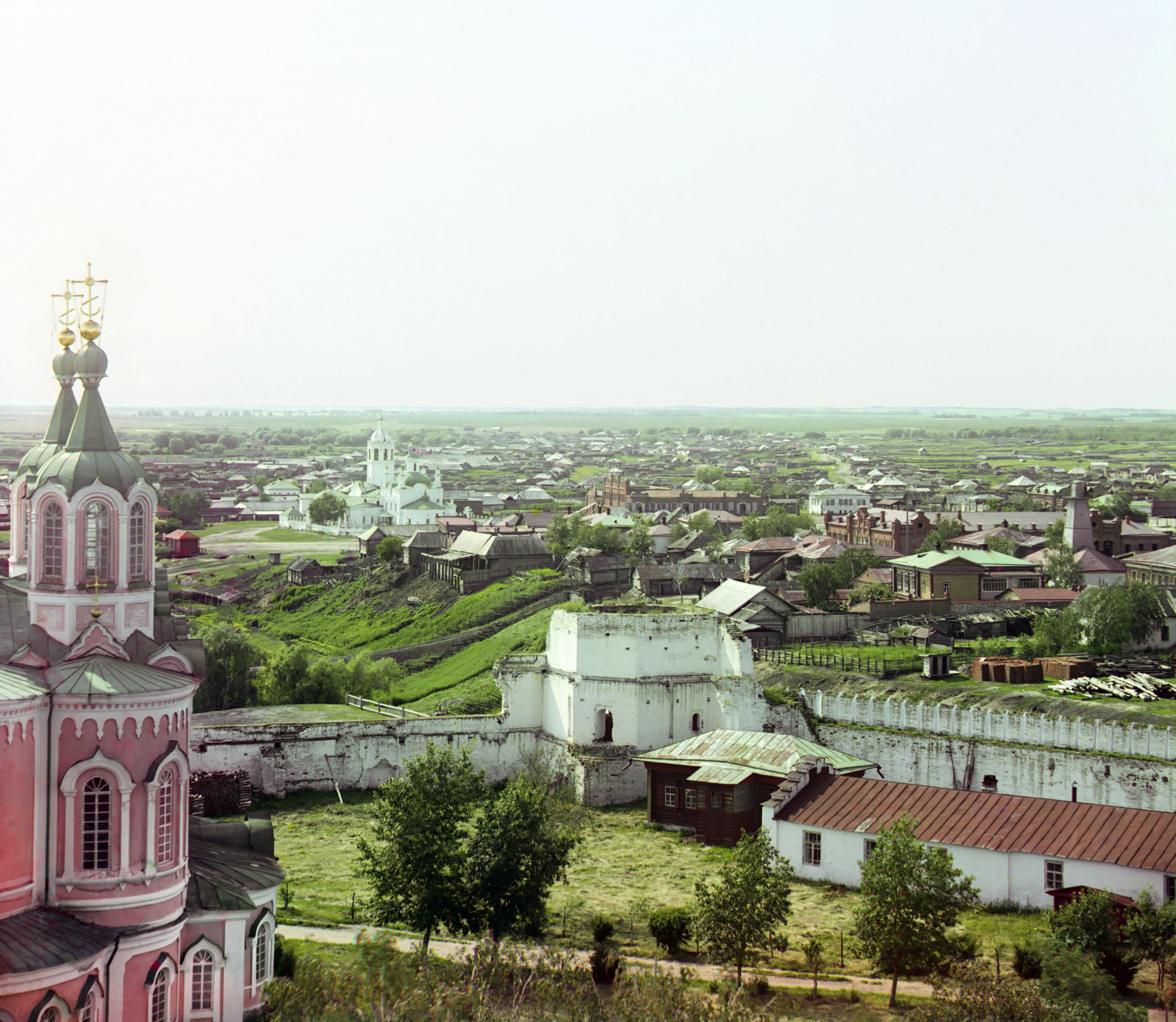

달마토보(러시아어; Далма́тово)는 쿠르간주 달마토프스키군에 속해 있는 도시이다.
이세티강(토볼강의 지류)이 이 도시를 관통해서 흐른다.
인구는 1만5,700명(2001년)이다.